# آنونا
آنونا (نام علمی: Annona) نام یک سرده از تیره آنوناسه است. این سرده یک سرده نسبتاً بزرگ از گیاهان است که ۱۶۶ گونه را شامل می‌شود. بیشتر گونه از نوع درختچه‌ای می‌باشند.

## نگارخانه

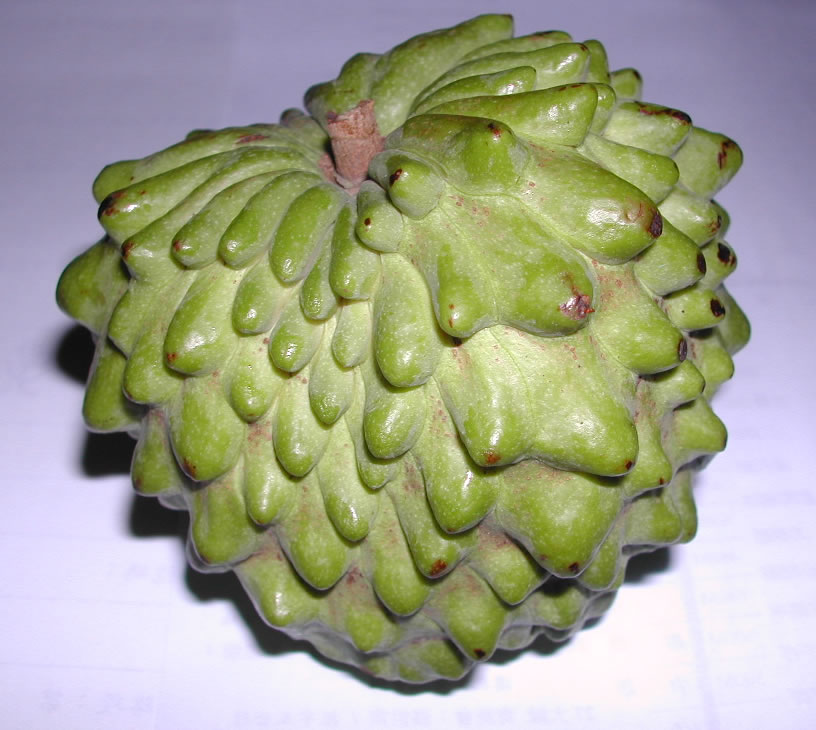
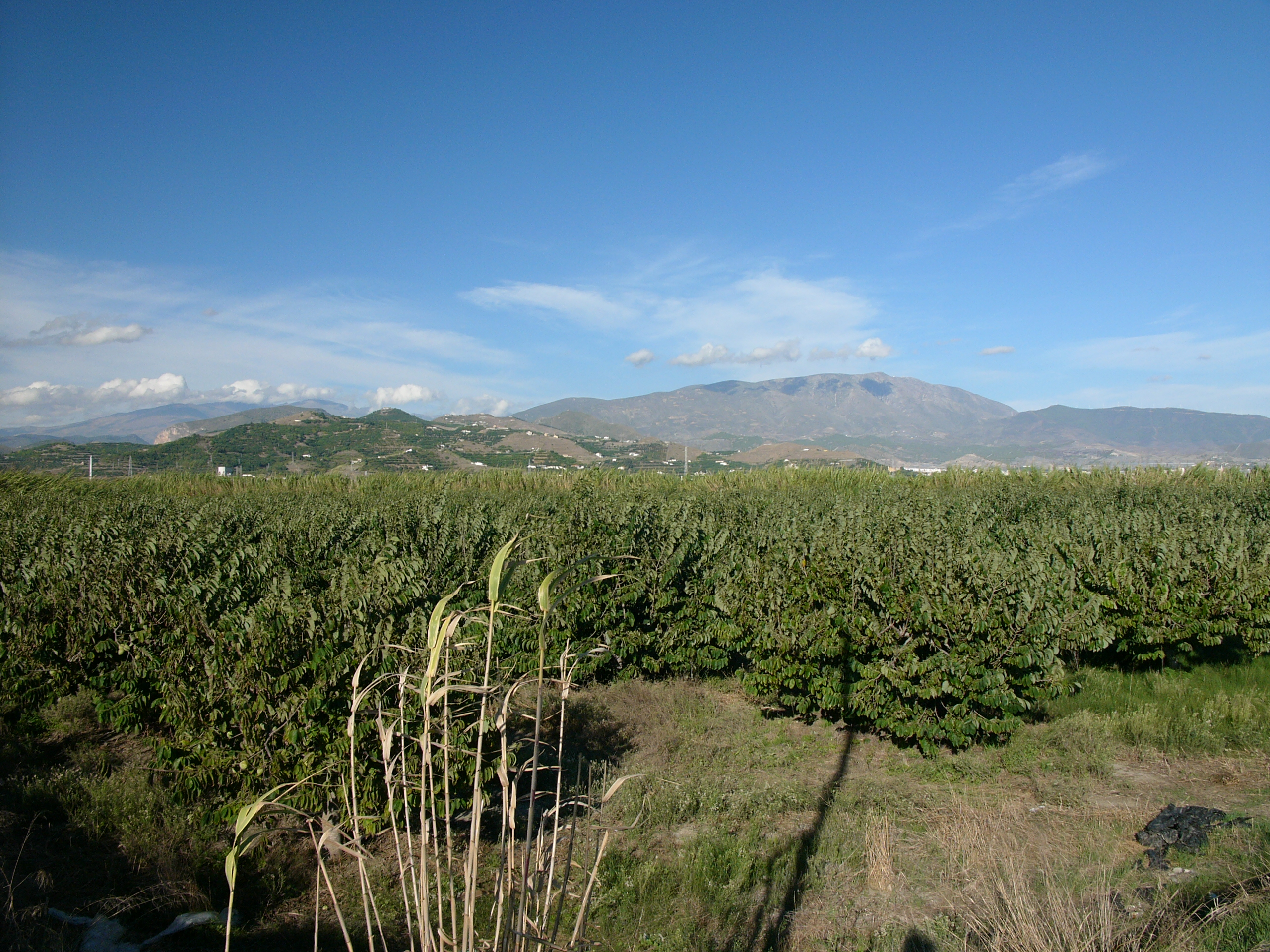
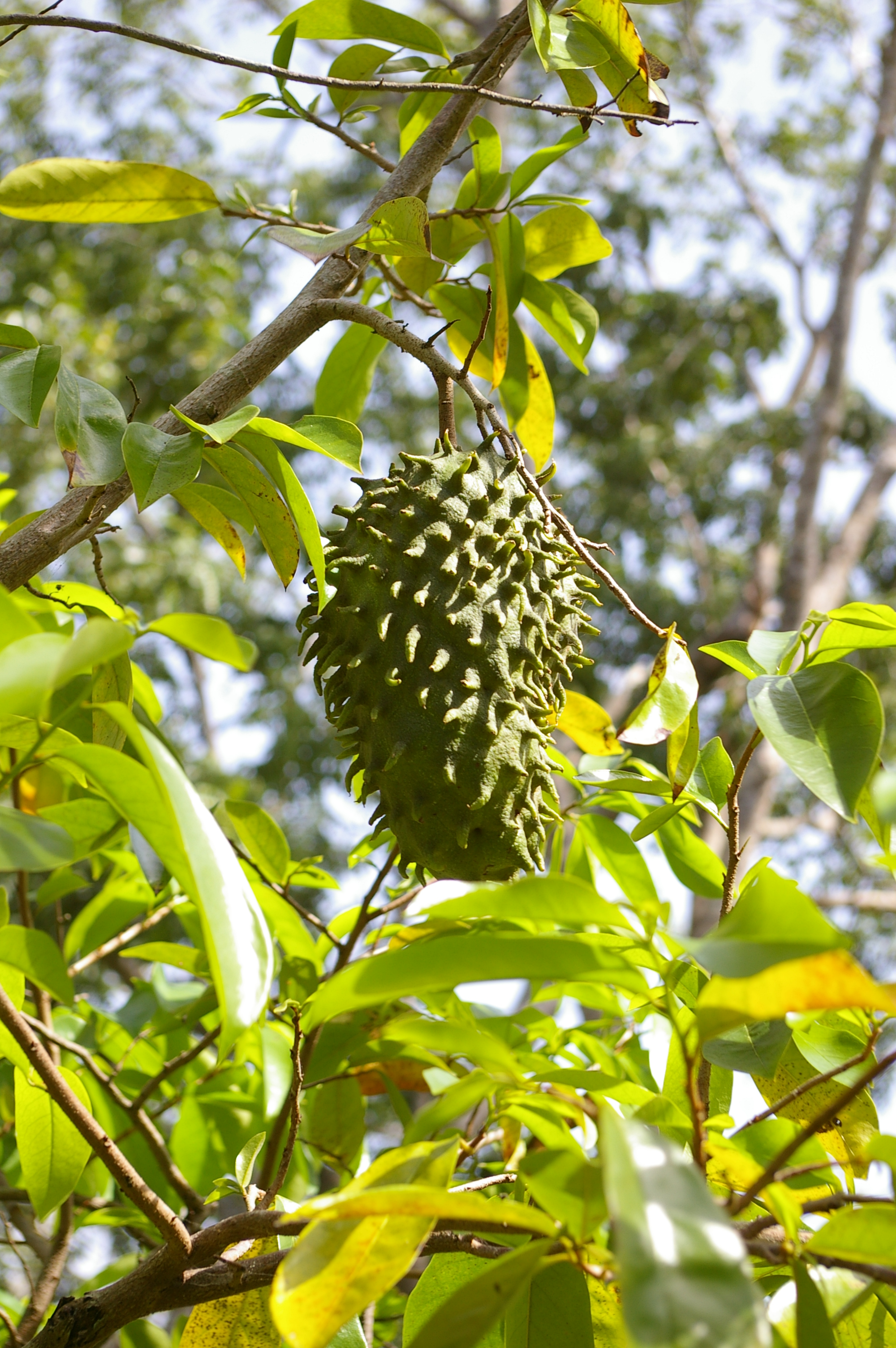
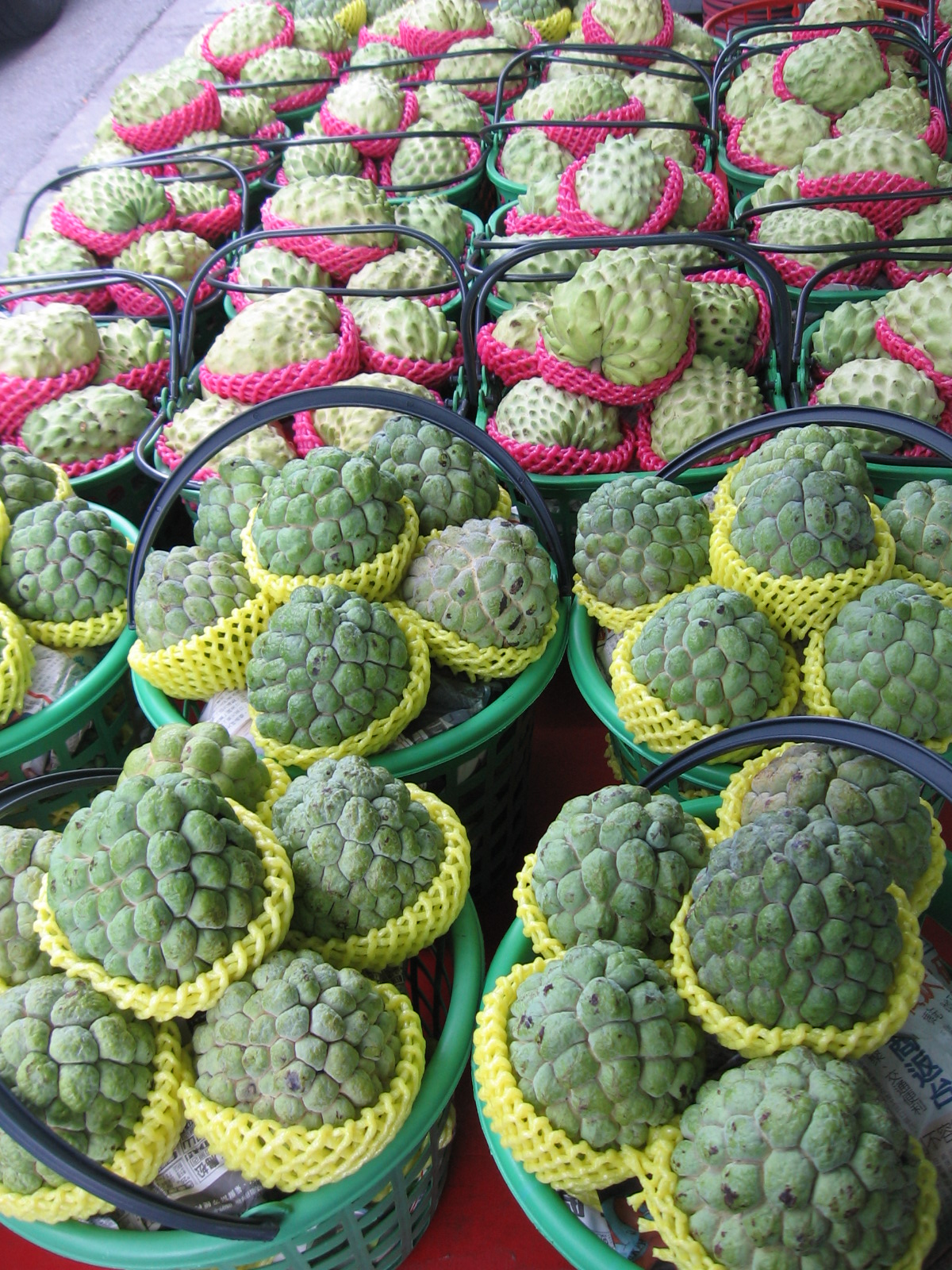
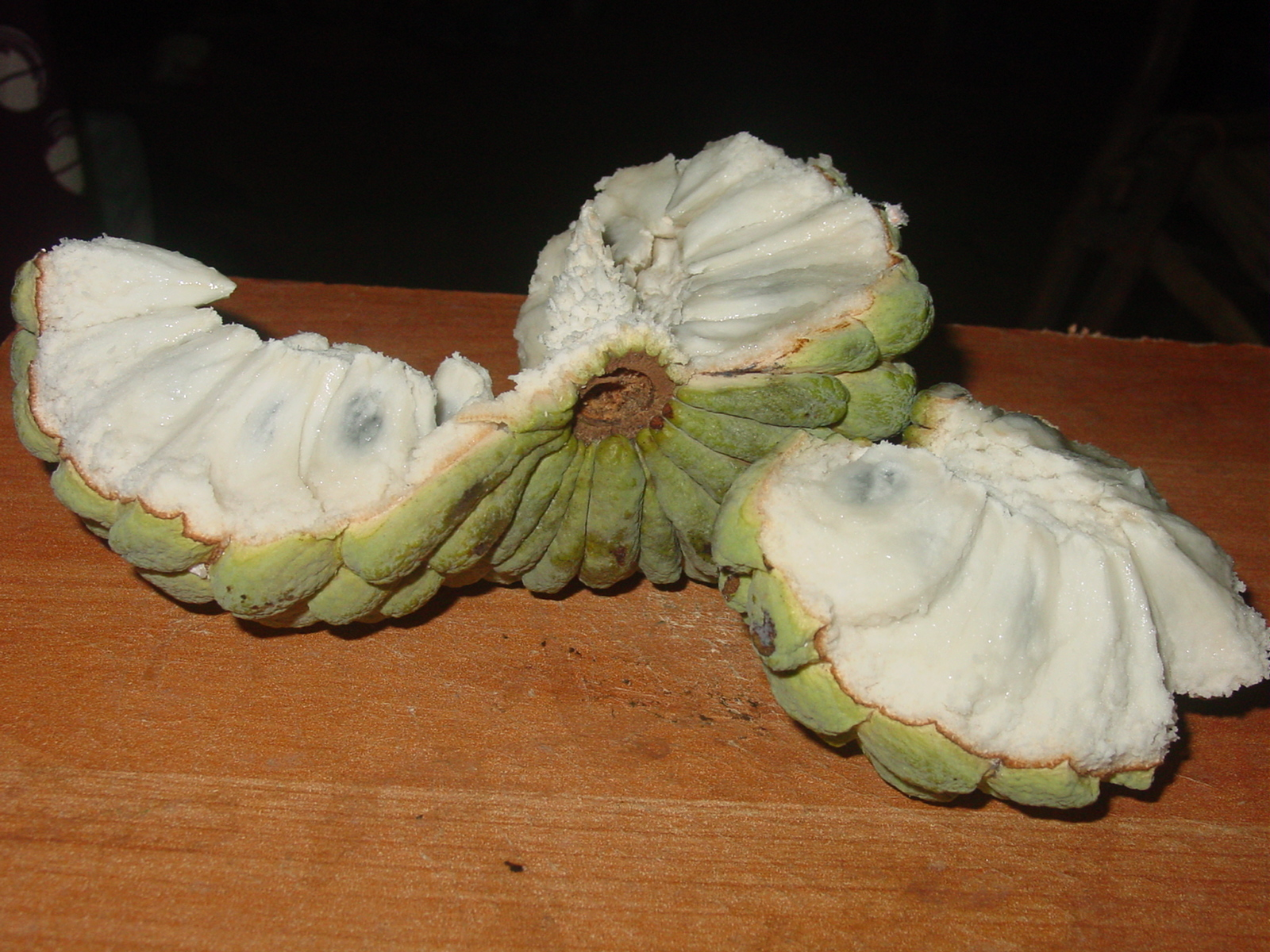
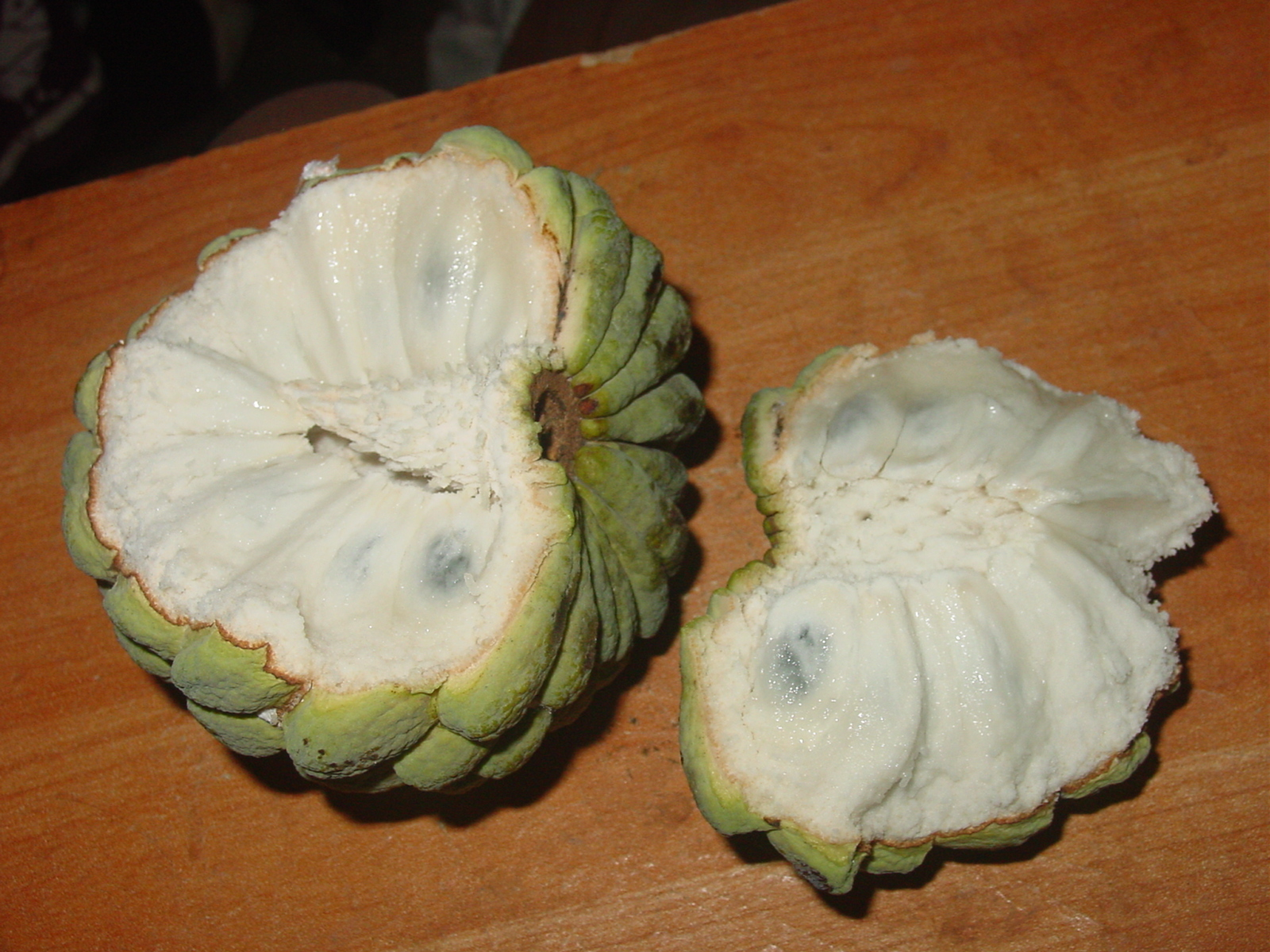
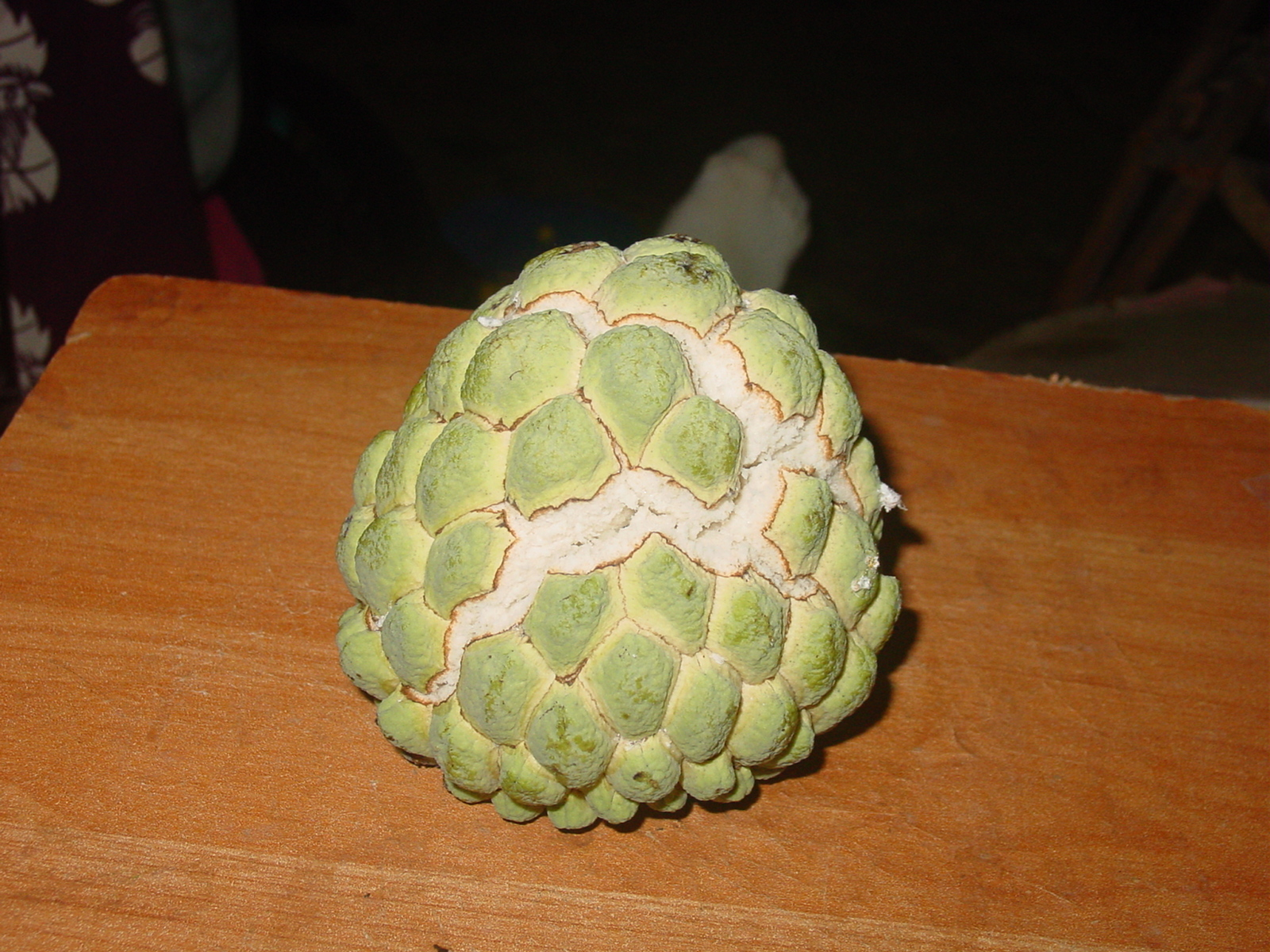
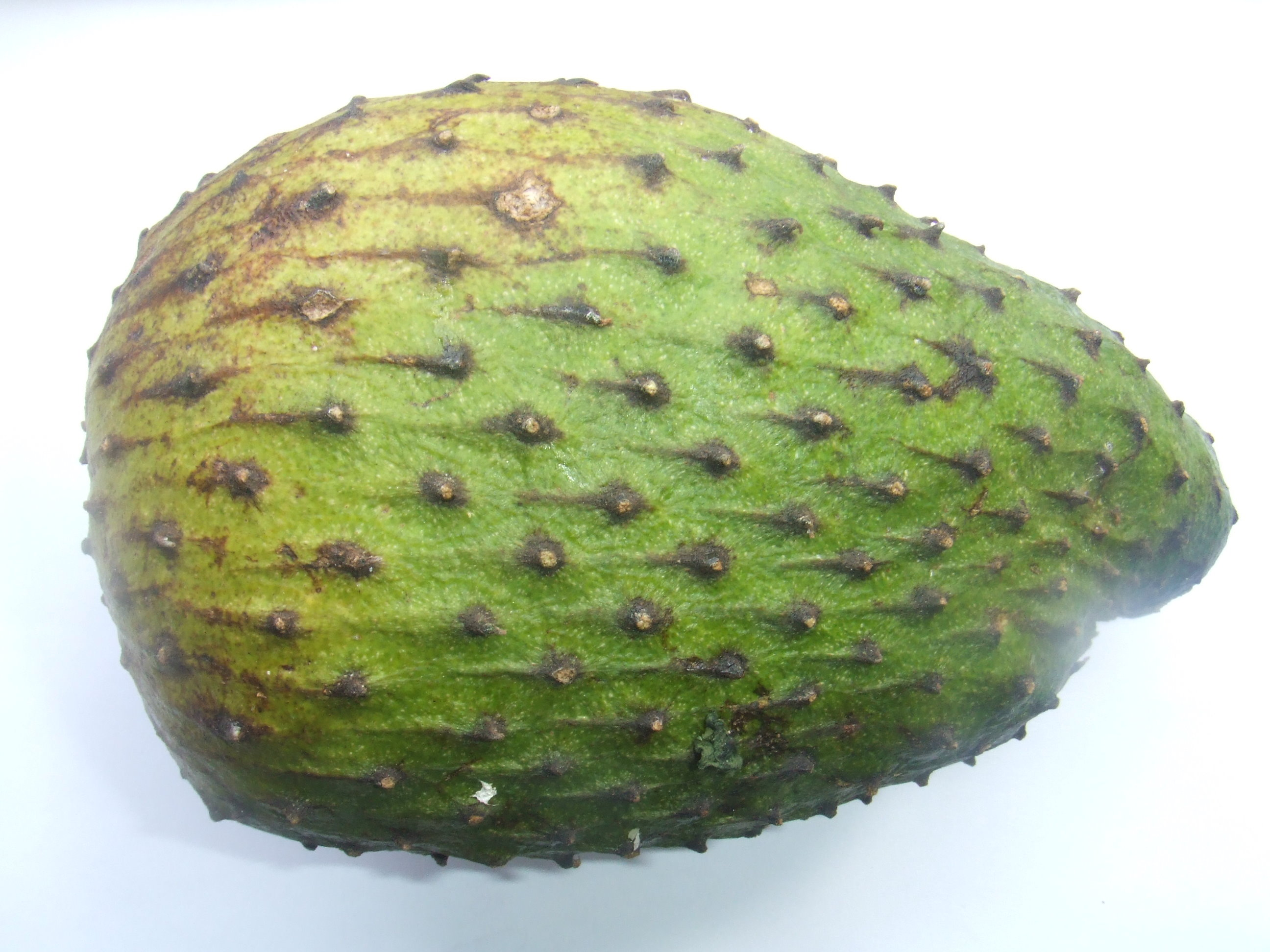
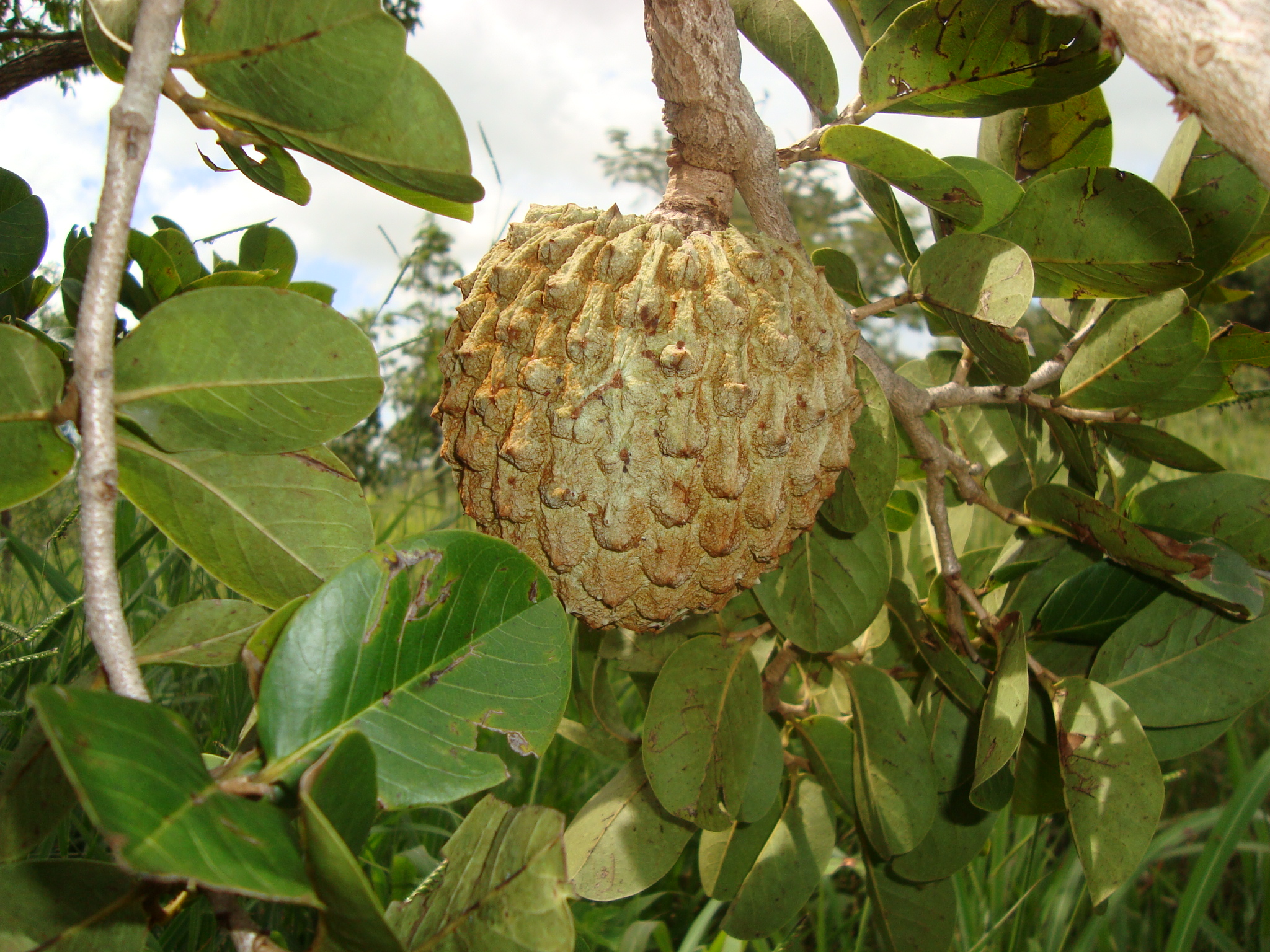